# Сабитов, Загид Зарифович
Загид Зарифович Сабитов (21 октября 1909 — 11 июля 1982) — советский кинорежиссёр. Заслуженный деятель искусств Узбекской ССР (1966), народный артист Узбекской ССР (1970).

## Биография
Загид Сабитов родился 21 октября 1909 года в татарской семье.
В 1929 году начал работу в кино в качестве помощника режиссёра киностудии «Востокфильм».
В 1930—1934 годах учился во ВГИКе.
С 1930 по 1932 год работал ассистентом режиссёра киностудии «Мосфильм», а с 1933 по 1935 год — ассистентом режиссёра киностудии «Востокфильм».
Проживал в Ташкенте, на улице Германа Лопатина.
В 1937 году Сабитов начал работать режиссёром Ташкентской киностудии художественных фильмов, и в 1940 году вышел его первый самостоятельный фильм — короткометражная новелла «Обыкновенное дело».
В 1944 году Сабитов снял фильм «Концерт пяти республик».
В 1946 году вступил в КПСС.
В послевоенные годы Загид Сабитов снял фильмы «Встретимся на стадионе» (1956), «Случай в пустыне» (1957), «Сыновья идут дальше» (1959), «Хамза» (1961), «Самолёты не приземлились» (1964), «Одержимый» (1966), «Генерал Рахимов» (1968), «Чинара» (1973).
В 1977 году Сабитов поставил фильм «Повесть о двух солдатах» о событиях военных лет, который получил Государственную премию Узбекской ССР (1977).
Современной тематике были посвящены снятые в жанре детектива фильмы Загида Сабитова «Неожиданное рядом» (1971), «Берегись! Змеи!» (1980),
В 1983 году, уже после смерти Загида Сабитова, на экраны страны вышел фильм «Переворот по инструкции 107», снятый им совместно с Г. Бзаровым.

## Семья
Сын — Юрий Загидович Сабитов (род.1943), режиссёр.

## Награды
- орден Октябрьской Революции
- орден Трудового Красного Знамени (19.05.1981)
- орден «Знак Почёта» (18.03.1959)[3]
- медаль «За трудовую доблесть» (06.03.1950) — за выдающиеся заслуги в развитии советской кинематографии, в связи с 30-летием[4]
- медаль «За трудовое отличие» (06.12.1951)[5]
- Государственная премия Узбекской ССР (1977)
- Заслуженный деятель искусств Узбекской ССР (1966)
- народный артист Узбекской ССР (1970)

## Фильмография
- 1940 — Обыкновенное дело (первый самостоятельный фильм, короткометражная новелла)
- 1944 — Концерт пяти республик
- 1956 — Встретимся на стадионе
- 1957 — Случай в пустыне
- 1959 — Сыновья идут дальше
- 1961 — Хамза
- 1964 — Самолёты не приземлились
- 1966 — Одержимый
- 1968 — Генерал Рахимов
- 1969 — Он был не один
- 1971 — Неожиданное рядом
- 1973 — Чинара
- 1977 — Повесть о двух солдатах
- 1979 — Берегись! Змеи!
- 1983 — Переворот по инструкции 107